# Magyaren in der Slowakei

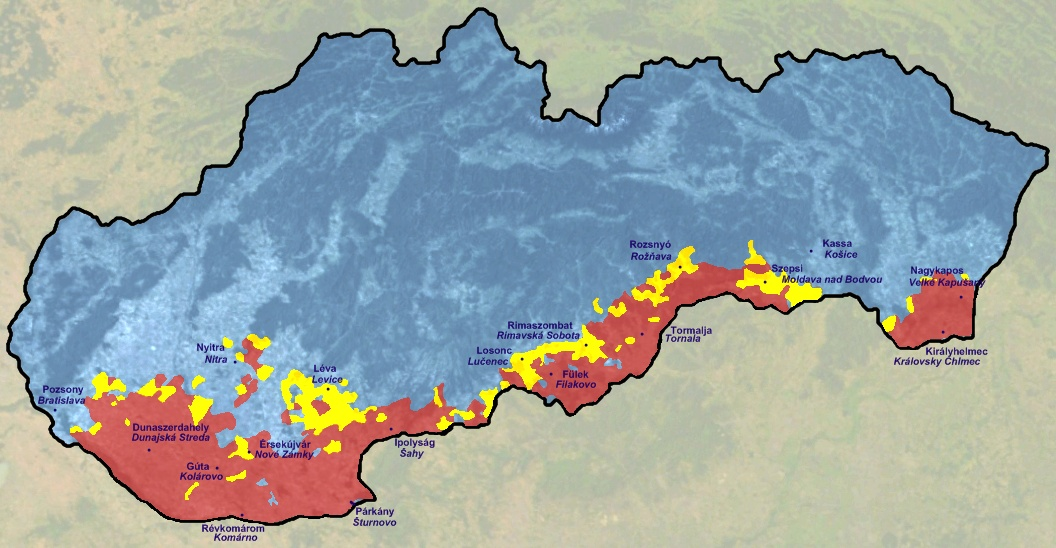
Der relative Anteil der Magyaren nach den Gemeinden (Stand 2009)
50–100 %
10–50 %
0–10 %

Die Magyaren bilden die größte ethnische Minderheit in der Slowakei. Gemäß der Volkszählung 2021 lebten im Land 422.065 Magyaren, bildeten damit fast 7,7 % der Gesamtbevölkerung der Slowakei. Sie leben vor allem im Süden des Landes entlang der  Grenze mit Ungarn, mehrheitlich in den Bezirken Trnavský kraj und Nitriansky kraj und bilden die Mehrheit im Okres Dunajská Streda und Okres Komárno. Sie sind mehrheitlich zweisprachig und sprechen neben dem Ungarischen auch Slowakisch.

## Demographie
| Bezirk               | Zahl    | Ungarn  | Prozent |
| -------------------- | ------- | ------- | ------- |
| Banskobystrický kraj | 660.563 | 67.596  | 10,2 %  |
| Bratislavský kraj    | 602.436 | 23.888  | 4,0 %   |
| Košický kraj         | 791.723 | 74.743  | 9,4 %   |
| Nitriansky kraj      | 689.867 | 169.460 | 24,6 %  |
| Prešovský kraj       | 814.527 | 646     | 0,1 %   |
| Trnavský kraj        | 554.741 | 120.784 | 21,8 %  |
| Trenčiansky kraj     | 594.328 | 797     | 0,1 %   |
| Žilinský kraj        | 688.851 | 553     | 0,1 %   |

Laut der letzten Volkszählung 2021 lebten im Land 422.065 Magyaren, mit einem Anteil von 7,75 %. 2001 bildeten die Magyaren mit 520.528 Angehörigen 9,67 % der Bevölkerung der Slowakei; 1991 waren es noch 567.296, mit einem Anteil von 10,76 %. Siehe die Tabelle rechts für eine Darstellung der Ergebnisse der Volkszählung 2011 nach den Bezirken.
Die magyarische Minderheit lebt zumeist entlang der ungarischen Grenze: im Westen gehören hierzu die Große Schüttinsel, ein Gebiet nördlich davon zwischen der Kleinen Donau und der Waag und das Gebiet am unteren Verlauf der Flüsse Waag, Gran und Eipel, etwa 25–30 Kilometer vor der Mündung in die Donau. Die ersten zwei genannten Gebiete sind teilweise auch als Mattesland (ungarisch Mátyusföld) bekannt. Außerhalb dieses zusammenhängenden Gebietes befindet sich noch eine Sprachinsel in der Gegend von Nitra, ethnologisch als Zobor bezeichnet. In der Mittelslowakei leben die Ungarn entlang der Eipel, etwa ab Lučenec und in den Südhälften der Landschaften Novohrad und Gemer. In der Ostslowakei sind sie um Rožňava und Moldava nad Bodvou, südwestlich und südlich von Košice zu finden. Dazu kommt noch ein Gebiet im Ostslowakischen Tiefland entlang der Flüsse Bodrog und Latorica, das von der magyarischen Seite auch als Bodrogköz (slow. Medzibodrožie) bezeichnet wird.

### Städte mit ungarischem Anteil von mehr als 10%

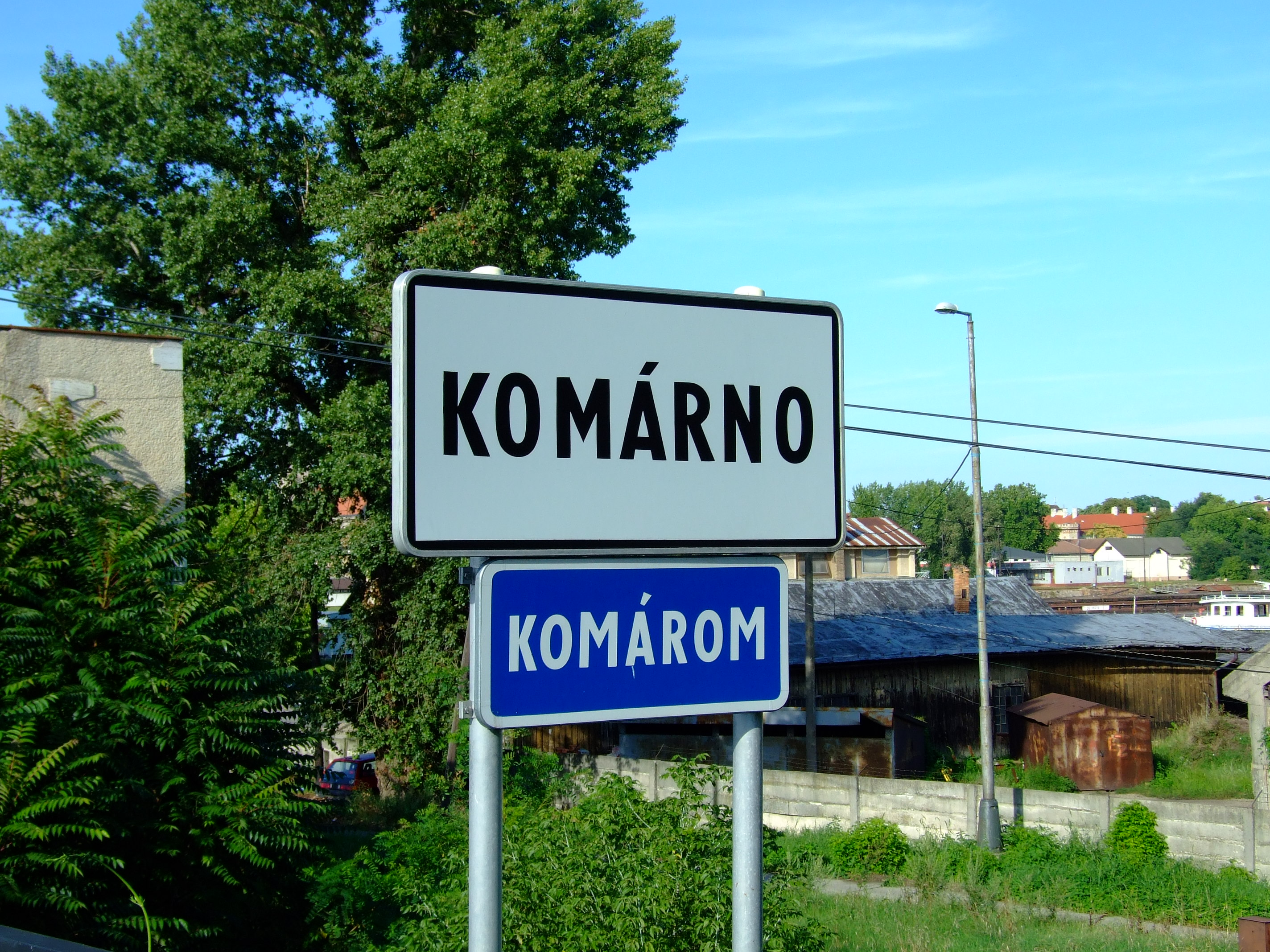
Zweisprachiges Ortsschild in Komárno (2008)

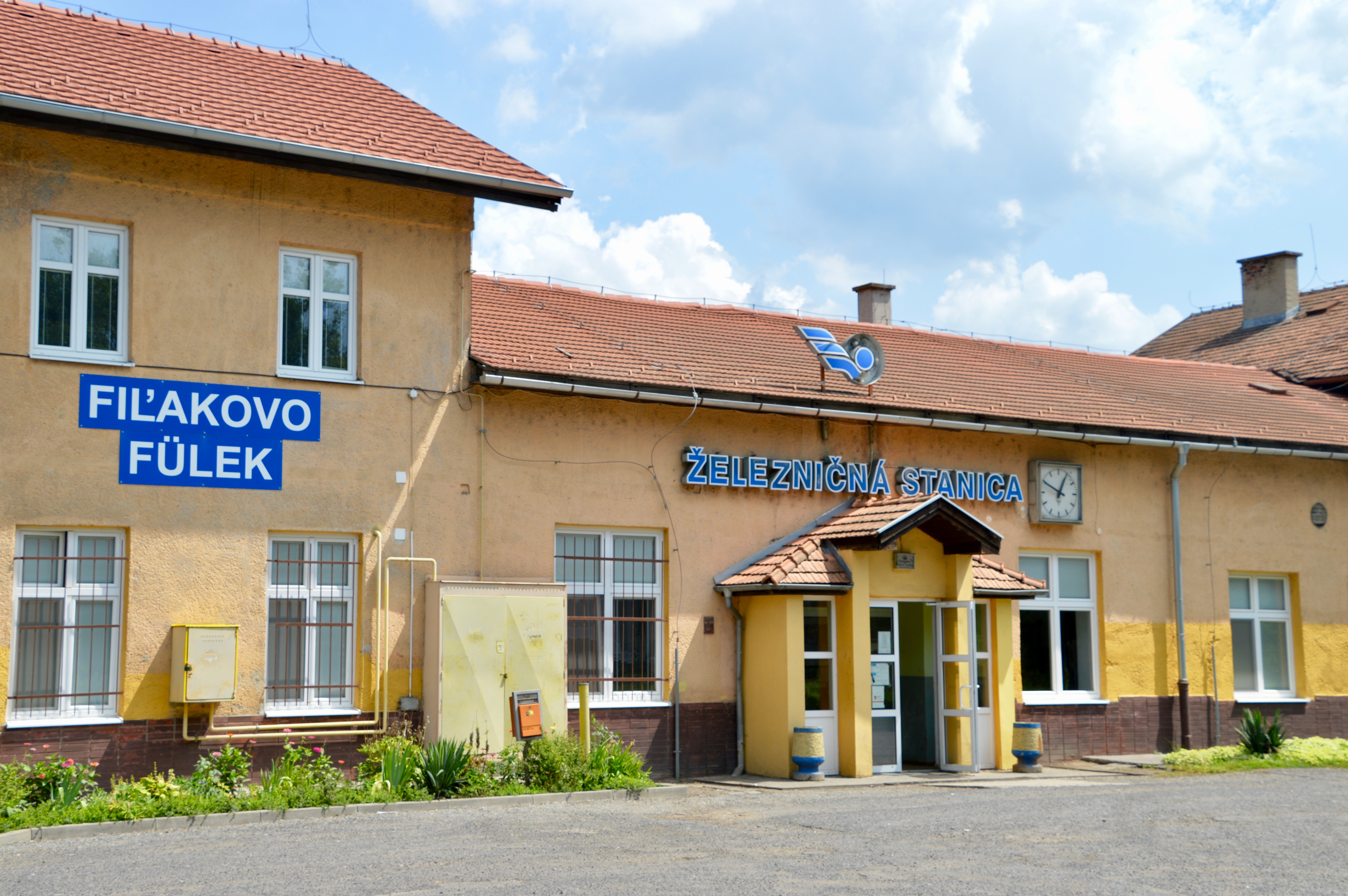
Zweisprachige Beschilderung am Bahnhof Fiľakovo (2021)

Hier werden alle Städte (nicht jedoch einfache Gemeinden) aufgelistet, die bei der Volkszählung 2001 einen ungarischen Anteil von 10 % oder mehr aufwiesen. Bei einem Anteil von 15 % oder mehr darf die ungarische Sprache von der Gemeinde amtlich verwendet werden.
| - Veľký Meder (ung. Nagymegyer) – 84,55 % - Kolárovo (ung. Gúta) – 80,77 % - Dunajská Streda (ung. Dunaszerdahely) – 79,75 % - Kráľovský Chlmec (ung. Királyhelmec) – 76,94 % - Štúrovo (ung. Párkány) – 68,74 % - Šamorín (ung. Somorja) – 66,63 % - Fiľakovo (ung. Fülek) – 64,40 % - Šahy (ung. Ipolyság) – 62,21 % | - Tornaľa (ung. Tornalja) – 62,14 % - Komárno (ung. Komárom) – 60,09 % - Čierna nad Tisou (ung. Tiszacsernyő) – 60,11 % - Veľké Kapušany (ung. Nagykapos) – 56,98 % - Želiezovce (ung. Zselíz) – 51,24 % - Hurbanovo (ung. Ógyalla) – 50,19 % - Moldava nad Bodvou (ung. Szepsi) – 43,65 % - Sládkovičovo (ung. Diószeg) – 38,50 % | - Galanta (ung. Galánta) – 36,80 % - Rimavská Sobota (ung. Rimaszombat) – 35,26 % - Nové Zámky (ung. Érsekújvár) – 27,52 % - Rožňava (ung. Rozsnyó) – 26,80 % - Senec (ung. Szenc) – 22,12 % - Šaľa (ung. Vágsellye) – 17,88 % - Lučenec (ung. Losonc) – 13,11 % - Levice (ung. Léva) – 12,23 % |

Die folgenden Städte hatten zwar mehr als 5.000 Angehörige der magyarischen Minderheit, wiesen aber einen Anteil von weniger als 10 % auf:
- Bratislava (ung. Pozsony) – 16.541 Einw., 3,84 %
- Košice (ung. Kassa) – 8.490 Einw., 3,79 %

## Politik
Die Minderheitenangelegenheiten sind in der Slowakei  –  wie auch für die Slowaken in Ungarn – bis heute kompliziert und nicht ohne Konflikte.
Heute wird die magyarische Minderheit durch die Partei Allianz (ungarisch Szövetség, slowakisch Aliancia) vertreten, die 2021 durch Zusammenschluss von drei ungarischen Parteien – Partei der ungarischen Gemeinschaft (SMK-MKP), Most–Híd und Ungarische gemeinschaftliche Zusammengehörigkeit (MKÖ-MKS) – entstand.

## Kultur und Bildung
- Csemadok, ein Kulturverein für die ungarische Minderheit in der Slowakei
- Kalligram, ein Verlag in Bratislava
- Madách, ehemaliger Verlag
- Rádio Patria, ein Sendeprogramm des Slowakischen Rundfunks, das mehrheitlich auf Ungarisch sendet
- Új Szó (deutsch Neues Wort), eine ungarischsprachige Zeitung, herausgegeben in Bratislava
- János-Selye-Universität, ungarischsprachige Universität in Komárno
- Vasárnap (deutsch Sonntag), eine ungarischsprachige Wochenzeitschrift

Auf etwa 580 Schulen findet Unterricht auf Ungarisch statt, weitere etwa 200 Schulen sind bilingual (slowakisch-ungarisch).

## Persönlichkeiten

### Geboren vor 1918
| - Bálint Balassi - Béla Gerster - Emmerich Thököly - Ernst von Dohnányi - Franz II. Rákóczi - Gyula Andrássy - Gyula Andrássy der Jüngere - Imre Madách | - János Esterházy - Johannes Sambucus - Kálmán Mikszáth - Lajos Batthyány - Lajos Kassák - Mór Jókai - Michael Tompa - Sándor Márai |

### Geboren nach 1918
| - Attila Kaszás - Balázs Borbély - Béla Bugár - Edit Bauer | - Pál Csáky - Szilárd Németh - Tamás Priskin - Tamás Sille |